# Samuil (ort i Bulgarien)
Samuil (bulgariska: Самуил) är en ort i Bulgarien. Den ligger i kommunen med samma namn och regionen Razgrad, i den nordöstra delen av landet, 290 km öster om huvudstaden Sofia. Samuil ligger 432 meter över havet och antalet invånare är 2 283.